# Russian Mathematical Surveys
Die Russian Mathematical Surveys sind die englische Ausgabe der Uspechi matematitscheskich nauk (russisch Успехи математических наук, englische Transkription Uspekhi Matematicheskikh Nauk, kurz: Usp. Mat. Nauk, wörtliche Übersetzung: Erfolge der mathematischen Wissenschaften), die seit 1936 erscheinen, in der englischen Ausgabe seit 1960. Sie werden in der ursprünglichen russischen Ausgabe von der Russischen Akademie der Wissenschaften herausgegeben.
Sie erscheinen seit 1946 in Russland alle zwei Monate. Bis 1997 wurde die englische Ausgabe von der London Mathematical Society (LMS) und der British Library herausgegeben, seitdem von der LMS, Turpion Ltd. (Moskau) und der Russischen Akademie der Wissenschaften.
Die Zeitschrift enthält Übersichtsartikel, meist von russischen Autoren, Mitteilungen der Moskauer Mathematischen Gesellschaft und Nachrufe und Biographien anlässlich runder Geburtstage. Sie stehen in hohem Ansehen, der Impact Factor lag 2015 bei 0,959, und gaben auch für des Russischen nicht Mächtige einen Überblick über den Stand der russischen Mathematik. Nach der politischen Wende um 1990 hat sich das etwas geändert, da auch russische Mathematiker danach wie auch anderswo in der Welt überwiegend auf Englisch veröffentlichen und viele zudem ins Ausland gegangen sind.